# Élection présidentielle srilankaise de 2019
L'élection présidentielle sri-lankaise de 2019 a lieu le 16 novembre 2019 afin d'élire le président du Sri Lanka. Le président sortant Maithripala Sirisena est éligible pour un second mandat, mais renonce à se représenter.
Le scrutin, marqué par un taux de participation élevé, doit mettre fin à une longue crise constitutionnelle entre les principaux acteurs politiques du pays. Gotabhaya Rajapaksa l'emporte dès le premier décompte des voix.

## Contexte
À la suite du dix-neuvième amendement voté en 2015, le président élu en 2019 doit voir ses pouvoirs réduits par rapport à ses prédécesseurs, au profit du Premier ministre et du parlement,.

### Politique
Le 26 octobre 2018, le président Maithripala Sirisena démet Ranil Wickremesinghe de ses fonctions et nomme immédiatement l'ancien président Mahinda Rajapakse à sa place. Ayant fait amender en 2015 la constitution de sorte de retirer au président le droit de limoger le Premier ministre, Wickremesinghe considère cet acte comme inconstitutionnel et déclare demeurer à son poste. Il refuse alors de quitter ses fonctions, recevant ainsi le soutien de Karu Jayasuriya, le président du Parlement, institution suspendue jusqu'au 16 novembre par le président de la République. Le 28 octobre, alors que les partisans de Rajapakse tentent d'entrer dans sa résidence, un garde du corps du ministre sortant du Pétrole tire sur eux, faisant un mort et deux blessés.

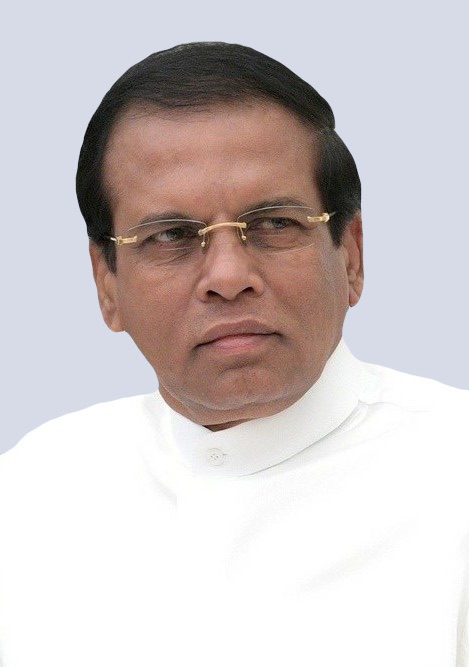
Le président sortant Maithripala Sirisena.

Le 1er novembre, le président annonce la levée de la suspension du parlement et le convoque pour le 5 novembre, puis reporte la date au 7 puis au 14 novembre. Le 9 novembre, le président dissout le parlement et convoque des législatives anticipées pour le 5 janvier 2019. Le 11 novembre, le président du Parlement conteste cette décision, estime que le président ne possède pas le pouvoir de dissolution. Le 13 novembre, la Cour suprême annule la dissolution.
Le 14 novembre, le gouvernement de son rival est renversé par une motion de censure. Les 15 et 16 novembre, ont lieu des séances houleuses au parlement. Wickremesinghe demande alors à être réinvesti. Le 18 novembre a lieu une réunion de sortie de crise.
Le 25 novembre, Sirisena annonce qu'il ne nommera plus jamais Wickremesinghe comme Premier ministre, l'accusant de corruption.
Le 3 décembre, la Cour suprême suspend les pouvoirs du second Premier ministre, Mahinda Rajapakse. Cette décision très attendue des magistrats a été rendue avant le 12 décembre, car ils ont estimé que des « dommages irréparables ou irrémédiables » pouvaient survenir sur l'île.
Le 13 décembre, la Cour suprême confirme l'annulation des élections anticipées, estimant que le président ne possède pas le droit de dissoudre la chambre.
Le 14 décembre, la démission prochaine de Rajapakse est annoncée par son fils, étant effective pour le lendemain 15 décembre. Wickremesinghe est réinvesti le 16 décembre.

### Sécuritaire
Le scrutin a par ailleurs lieu alors que le Sri Lanka se relève de plusieurs années de crises politiques, ainsi que des attentats de Pâques en avril 2019 ayant fait 258 morts et plus du double de blessés, en particulier parmi la communauté chrétienne et dans le secteur touristique.

## Système électoral
Le président sri-lankais est élu pour un mandat de cinq ans selon une version modifiée du vote alternatif. Les électeurs peuvent classer jusqu'à trois candidats sur leurs bulletins de vote par ordre de préférence. Si aucun d'entre eux ne recueille la majorité absolue, un second décompte est mis en œuvre pour départager les deux candidats arrivés en tête. Pour cela, l'ensemble des bulletins sur lesquels des candidats éliminés figurent en première ou deuxième position sont répartis sur les deux candidats restants si ceux-ci y figurent en deuxième ou troisième position. Le candidat ayant reçu le plus de voix ainsi cumulées est déclaré élu.
Depuis l'instauration de ce système en 1982, aucun second tour instantané n'a cependant été nécessaire, tous les présidents élus l'ayant été dès le premier tour de scrutin.

## Résultats
Le scrutin est remarqué pour son taux de participation élevé au niveau national et surtout parmi les minorités tamoules et musulmanes du nord et de l'est du pays. Gotabhaya Rajapaksa l'emporte dès le premier décompte, avec un peu plus de 52 % des premières voix.
| Candidats                | Candidats                | Partis                   | Voix       | %     |
| ------------------------ | ------------------------ | ------------------------ | ---------- | ----- |
|                          | Gotabaya Rajapaksa       | SLPP                     | 6 924 255  | 52,25 |
|                          | Sajith Premadasa         | NPF                      | 5 564 239  | 41,99 |
|                          | Anura Kumara Dissanayaka | JVP                      | 418 553    | 3,16  |
|                          | Autres candidats         | Autres candidats         | 345 452    | 2,61  |
|                          |                          |                          |            |       |
| Votes valides            | Votes valides            | Votes valides            | 13 252 499 | 98,99 |
| Votes blancs et nuls     | Votes blancs et nuls     | Votes blancs et nuls     | 135 452    | 1,01  |
| Total                    | Total                    | Total                    | 13 387 951 | 100   |
| Abstention               | Abstention               | Abstention               | 2 604 145  | 16,28 |
| Inscrits / participation | Inscrits / participation | Inscrits / participation | 15 992 096 | 83,72 |

## Conséquences
À l'annonce des résultats de la commission électorale le proclamant vainqueur le lendemain 17 novembre, Rajapaksa décrit sa victoire comme un nouveau départ pour le Sri Lanka, et appelle ses électeurs à se souvenir que tous les Sri lankais en font partie, leur enjoignant de se réjouir dans le calme, avec la même dignité et la même discipline qu'au cours de sa campagne.
Sajith Premadasa reconnait sa défaite le même jour, annonçant respecter la volonté du peuple avant de féliciter son concurrent pour son élection en tant que septième président du pays.
Rajapaksa prend ses fonctions le 18 novembre.